# 16. ročník udílení Zlatých glóbů
16. ročník udílení Zlatých glóbů se konal 5. března 1959 v klubu Cocoanut Grove v hotelu Ambassador v Los Angeles. Asociace zahraničních novinářů v Hollywoodu vyhlásila nominace 25. ledna. Herečka Ingrid Bergman a herec David Ladd získali dvě nominace. Poprvé se udělovala cena Samuela Goldwyna za nejlepší zahraniční film. Muzikál Gigi získal tři ceny, včetně kategorie nejlepší muzikál. Od roku 1959 do roku 1963 byly kategorie za najlepší film dokonce tři – drama, komedie a muzikál.

## Vítězové a nominovaní

### Filmové počiny

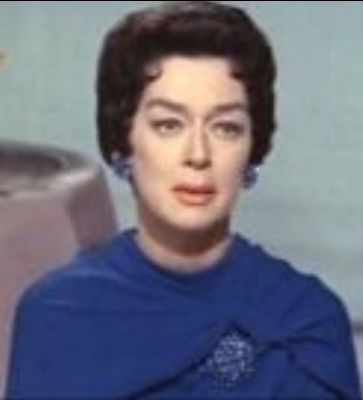
Rosalind Russell ve vítězné komedii Auntie Mame

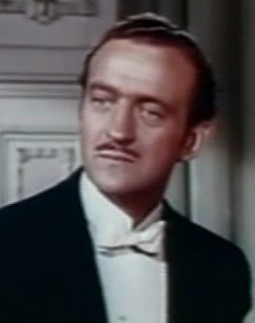
Nejlepší dramatický herec David Niven

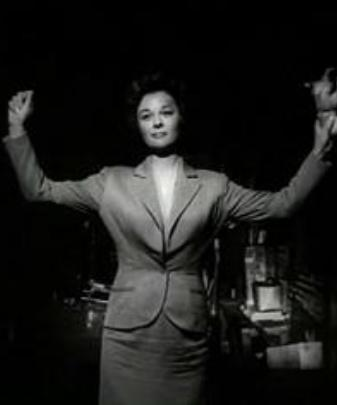
Susan Haywardová ve filmu Chci žít!

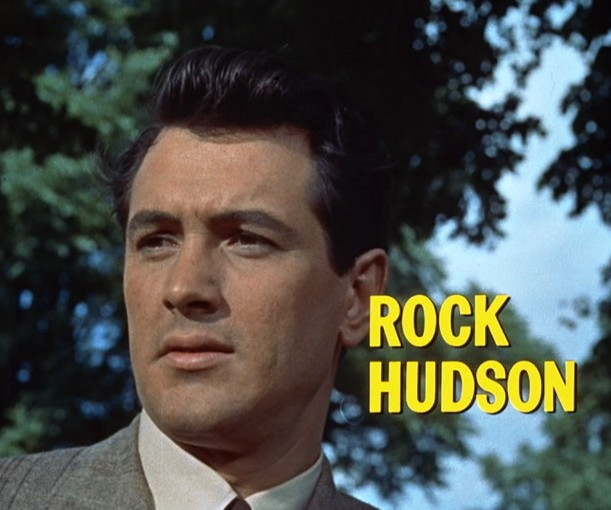
Oblíbený a oceněný Rock Hudson

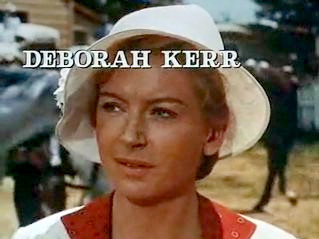
Deborah Kerrová, držitelka ceny Henrietta

#### Nejlepší film (drama)
- Útěk v řetězech – producent Stanley Kramer
- Kočka na rozpálené plechové střeše – producent Lawrence Weingarten
- Home Before Dark – producent Mervyn LeRoy
- Chci žít! – producent Walter Wanger
- Oddělené stoly – producent Harold Hecht

#### Nejlepší film (komedie)
- Auntie Mame – producent Jack Warner
- Zvon, kniha a svíčka – producent Julian Blaustein
- Indiskrétní příběh – producent Stanley Donen
- Me and the Colonel – producent William Goetz
- The Perfect Furlough – producent Robert Arthur

#### Nejlepší film (muzikál)
- Gigi – producent Arthur Freed
- Damn Yankees – producent George Abbott, Stanley Donen
- South Pacific – producent Buddy Adler
- O Palečkovi – producent George Pal

#### Nejlepší režie
- Vincente Minnelli – Gigi
- Richard Brooks – Kočka na rozpálené plechové střeše
- Stanley Kramer – Útěk v řetězech
- Delbert Mann – Oddělené stoly
- Robert Wise – Chci žít!

#### Nejlepší herečka (drama)
- Susan Haywardová – Chci žít!
- Ingrid Bergman – The Inn Of the Sixth Happiness
- Deborah Kerrová – Oddělené stoly
- Shirley MacLaine – Some Came Running
- Jean Simmonsová – Home Before Dark

#### Nejlepší herečka (komedie / muzikál)
- Rosalind Russell – Auntie Mame
- Ingrid Bergman – Indiskrétní příběh
- Leslie Caronová – Gigi
- Doris Dayová – The Tunnel Of Love
- Mitzi Gaynor – South Pacific

#### Nejlepší herec (drama)
- David Niven – Oddělené stoly
- Tony Curtis – Útěk v řetězech
- Robert Donat – The Inn Of the Sixth Happiness
- Sidney Poitier – Útěk v řetězech
- Spencer Tracy – Stařec a moře

#### Nejlepší herec (komedie / muzikál)
- Danny Kaye – Me and the Colonel
- Maurice Chevalier – Gigi
- Clark Gable – Učitelčin miláček
- Cary Grant – Indiskrétní příběh
- Louis Jourdan – Gigi

#### Nejlepší herečka ve vedlejší roli
- Hermione Gingold – Gigi
- Peggy Cass – Auntie Mame
- Wendy Hiller – Oddělené stoly
- Maureen Stapleton – Lonelyhearts
- Cara Williams – Útěk v řetězech

#### Nejlepší herec ve vedlejší roli
- Burl Ives – Velká země
- Harry Guardino – Houseboat
- David Ladd – Pyšný rebel
- Gig Young – Učitelčin miláček
- Efrem Zimbalist, Jr. – Home Before Dark

#### Objev roku – herečka
- Linda Cristal – The Perfect Furlough
- Susan Kohner – The Gene Krupa Story
- Tina Louise – God's Little Acre
- Joanna Barnes – Auntie Mame
- Carol Lynley – The Light In the Forest
- France Nuyen – South Pacific

#### Objev roku – herec
- Bradford Dillman – In Love and War
- John Gavin – A Time To Love and A Time To Die
- Efrem Zimbalist, Jr. – Too Much, Too Soon
- David Ladd – Pyšný rebel
- Ricky Nelson – Rio Bravo
- Ray Stricklyn – 10 North Frederick

#### Mezinárodní cena Samuela Goldwyna (za nejlepší zahraniční film)
- Do Ankhen Barah Haath – režie Rajaram V. Shantaram, Indie
- L'Eau vive – režie François Villiers, Francie
- Dívka Rosemarie – režie Rolf Thiele, Západní Německo
- Zkáza Titaniku – režie Roy Ward Baker, Velká Británie
- Cesta dlouhá jeden rok – režie Giuseppe De Santis, Jugoslávie

#### Nejlepší film podporující porozumění mezi národy
- The Inn Of the Sixth Happiness – režie Gene Kelly
- Útěk v řetězech – režie Stanley Kramer
- Me and the Colonel – režie Peter Glenville
- A Time To Love and A Time To Die – režie Douglas Sirk
- Mladí lvi – režie Edward Dmytryk

### Televizní počiny
- Paul Coates za TV pořad Tonight!
- Red Skelton za seriál The Red Skelton Hour
- Ann Sothern za TV pořad The Ann Sothern Show
- Ed Sullivan za TV pořad The Ed Sullivan Show
- Loretta Youngová za TV pořad The Loretta YoungováShow
- producent William T. Orr

### Zvláštní ocenění

#### Zvláštní cena
- David Ladd – mladistvý herecký výkon
- Shirley MacLaine – nejvšestrannější herečka

#### Henrietta Award (Oblíbenci světového filmu)
- herečka Deborah Kerrová
- herec Rock Hudson

#### Cena Cecila B. DeMilla
- Maurice Chevalier